# The Bishop's Wife
The Bishop's Wife is een Amerikaanse romantische komedie uit 1947 onder regie van Henry Koster. De film is gebaseerd op het gelijknamig boek van Robert Nathan uit 1928 en heeft Cary Grant en Loretta Young in de hoofdrollen.
Destijds werd de film in Nederland uitgebracht onder de titel Hoog bezoek. Omdat hij is gesitueerd in de periode van de feestdagen, wordt de film vandaag de dag ook wel beschouwd als een kerstklassieker; in 1996 kwam een remake, The Preacher's Wife.

## Verhaal
Henry Brougham (Niven) is een bisschop die bidt voor hulp bij de moeizame bouw van een nieuwe kathedraal. Zijn beden worden beantwoord via de komst van een engel genaamd Dudley (Grant), die zijn identiteit enkel onthuld aan de geestelijke. Dudleys taak is echter niet om een helpende hand te bieden bij de bouw van de kathedraal, maar om Henry te assisteren bij de mensen in zijn directe omgeving. Zijn werk eist namelijk een tol in zijn huwelijk: zijn vrouw Julia voelt zich ernstig verwaarloosd.
Iedereen behalve Henry is gecharmeerd door de nieuwkomer; zelfs atheïst Professor Wutheridge (Woolley) kan geen slecht woord kwijt over de man. Dudley probeert alle rijke parochianen, in het bijzonder mevrouw Hamilton (Cooper), te overtuigen om financieel steun te bieden aan Henry, maar niet om de kathedraal daadwerkelijk te bouwen. Tot grote afgunst van Henry, zet hij mevrouw Hamilton er bovendien toe aan om geld te doneren aan de armen. Daarnaast knapt hij in een fractie van seconden de kerstboom van de Broughams op, redt een oude kerk van faillissement door het jongenskoor bekend te maken en regelt hij dat Henry's typemachine automatisch zijn preek typt.
De rest van zijn tijd brengt Dudley door met het opvrolijken van Julia. Onverwachts wordt hij verliefd op de vrouw. Henry merkt de seksuele spanning tussen het tweetal op en raakt jaloers; hij wil dat Dudley zo snel mogelijk zijn taak volbrengt en vertrekt. Uiteindelijk staat hij ook zijn mannetje en confronteert hij Dudley. Julia vindt hierdoor opnieuw de liefde in haar echtgenoot. Nu zijn missie is volbracht, vertrekt Dudley, en belooft nooit meer terug te keren. Zowel elk spoor van zijn verblijf, als de herinnering van hem bij de dorpelingen worden gewist. Tijdens kerstmis houdt Henry ten slotte zijn preek.

## Rolverdeling
| Acteur          | Personage               |
| --------------- | ----------------------- |
| Cary Grant      | Dudley                  |
| Loretta Young   | Julia Brougham          |
| David Niven     | Bisschop Henry Brougham |
| Monty Woolley   | Professor Wutheridge    |
| James Gleason   | Taxichauffeur Sylvester |
| Gladys Cooper   | Mevrouw Hamilton        |
| Elsa Lanchester | Matilda                 |

## Prijzen en nominaties
| Jaar | Prijs          | Categorie         | Genomineerde(n)    | Uitslag     |
| ---- | -------------- | ----------------- | ------------------ | ----------- |
| 1948 | Academy Awards | Beste Geluid      | Gordon Sawyer      | Gewonnen    |
| 1948 | Academy Awards | Beste Film        | The Bishop's Wife  | Genomineerd |
| 1948 | Academy Awards | Beste Regisseur   | Henry Koster       | Genomineerd |
| 1948 | Academy Awards | Beste Montage     | Monica Collingwood | Genomineerd |
| 1948 | Academy Awards | Beste Muziekscore | Hugo Friedhofer    | Genomineerd |

## Achtergrond
Toen het project in februari 1947 van start ging, zou William A. Seiter de regie in handen nemen, met Cary Grant als de bisschop, David Niven als de engel en Teresa Wright in de vrouwelijke hoofdrol. Ook Dana Andrews werd overwogen voor een grote rol. In maart beëindigde producent Samuel Goldwyn de productie, omdat hij niet tevreden was het met geschoten resultaat. Goldwyn was teleurgesteld in de regie van Seiter en verving hem door Henry Koster. Wright kon vanwege haar zwangerschap de opnamen niet continueren; Loretta Young werd aangesteld als haar vervangster. Niet alleen Wright trok zich terug; omdat het project met een maand werd vertraagd, herzagen ook Marcia Anne Northrop en Dame May Whitty hun deelname. Het verlies door de vertraging, en een bouw van nieuwe decors, kostte de studio tussen de $700.000 en $800.000 dollar.
Toen de productie weer verderging, besloot een ontevreden Grant om met Niven te ruilen van rol. Young liet zich negatief uit over haar samenwerking met Grant, die als perfectionist alles op de set tot in de kleinste detail controleerde. De spanning tussen de twee acteurs kwam tot een kookpunt tijdens het opnemen van de zoenscène: zowel Grant als Young eisten om van hun linkerkant te worden geschoten. Goldwyn was razend over het gedrag van de hoofdrolspelers en dreigde hun salaris te halveren. Young keek decennia later terug op haar carrière en noemde Julia Brougham de moeilijkste rol die ze ooit heeft gespeeld.
Ondanks de moeizame productie, werd de film een groot succes en genoot een lofzang onder de pers. Hij werd genomineerd voor vijf Oscars, waarvan er één werd verzilverd. Ook het publiek kwam massaal op de film af: The Bishop's Wife haalt de elfde plaats van de best verdienende Amerikaanse films van 1947, met een opbrengst van meer dan $3,5 miljoen.